# فرودگاه ژنرال ریوادنیرا
فرودگاه ژنرال ریوادنیرا (به انگلیسی: General Rivadeneira Airport) یک فرودگاه همگانی با کد یاتا ESM است که یک باند فرود آسفالت دارد و طول باند آن ۲۴۰۰ متر است. این فرودگاه در کشور اکوادور قرار دارد و در ارتفاع ۱۰ متری از سطح دریا واقع شده‌است.